# Kamiandougou
Kamiandougou est une commune rurale du Mali de l'arrondissement central de Dioro, dans le cercle de Dioro et la région de Ségou. Elle a pour chef-lieu la localité de Nonongo.

## Villages
La commune s'étend sur 20 localités relevées lors du recensement général de 2009. 
Les villages les plus peuplés sont :
- Nonongo (1 992 habitants) ;
- Tla (1 786 habitants) ;
- M'Balibougou (1 774 habitants).